# جيسي أونغلس
جيسي أونغلس (بالإنجليزية: Jesse Aungles) (مواليد 8 يونيو 1995) هو سبّاح أسترالي، مثّل بلاده في ألعاب الكومنولث 2014.

## روابط خارجية
جيسي أونغلس على موقع الاتحاد الأسترالي للسباحة (مؤرشف)  (الإنجليزية)
- جيسي أونغلس على موقع Paralympic.org (الإنجليزية)
- جيسي أونغلس على موقع IPC.InfostradaSports.com (مؤرشف) (الإنجليزية)
- جيسي أونغلس على موقع اللجنة البارالمبية الأسترالية (الإنجليزية)
- جيسي أونغلس على موقع اتحاد ألعاب الكومنولث (مؤرشف) (الإنجليزية)